# Altshausen-Laubbach-Fleischwangen
Das Gebiet Altshausen-Laubbach-Fleischwangen war ein mit Verordnungen vom 13. September 1963 und zuletzt 2. Juli 1981 ausgewiesenes Landschaftsschutzgebiet (LSG-Nummern 4.36.050 und 4.37.030) im Gebiet der baden-württembergischen Gemeinden Altshausen, Boms, Ebenweiler, Eichstegen, Fleischwangen, Guggenhausen, Hoßkirch, Königseggwald, Riedhausen und Unterwaldhausen im Landkreis Ravensburg sowie Ostrach im Landkreis Sigmaringen in Deutschland.
Mit der Verordnung über das Landschaftsschutzgebiet Altshausen-Fleischwangen-Königsegg vom 15. März 2022 trat die Verordnung über das Landschaftsschutzgebiet Altshausen-Laubbach-Fleischwangen außer Kraft.

## Lage
Die beiden insgesamt rund 6341 Hektar (ha) großen Schutzgebiete Altshausen-Laubbach-Fleischwangen lagen südöstlich der Ortsmitte Ostrachs, westlich der Ortsmitte Altshausens und nördlich von Fleischwangen.
Die Flächen verteilen sich zu 664,5 ha auf Ostrach bzw. den Landkreis Sigmaringen, 572,1 ha zu Altshausen, 365,6 ha zu Boms, 942,9 ha zu Ebenweiler, 677,5 ha zu Eichstegen, 578,8 ha zu Fleischwangen, 786,7 ha zu Guggenhausen, 537,1 ha zu Hoßkirch, 628,7 ha zu Königseggwald, 723,1 ha zu Riedhausen und 413,1 Hektar zu Unterwaldhausen.

## Schutzzweck
Wesentlicher Zweck war der Schutz einer großflächigen, typischen oberschwäbischen jüngeren kuppigen Schmelzwasserlandschaft mit vermoorten Niederungen, Bachläufen, Seen und Weihern.

### Zusammenhängende Schutzgebiete
Die Schutzgebiete Altshausen-Laubbach-Fleischwangen grenzten an das Landschaftsschutzgebiet Pfrunger Ried – Rinkenburg (4.36.010), an den Bannwald Pfrunger-Burgweiler Ried (100058), an die Naturschutzgebiete Pfrunger-Burgweiler Ried (4.028), Altshauser Weiher (4.075), Laubbachmühle (4.090) und Ebenweiler See (4.179), die FFH-Gebiete Feuchtgebiete um Altshausen (8023-341) und Pfrunger Ried und Seen bei Illmensee (8122-342) sowie die Vogelschutzgebiete Pfrunger und Burgweiler Ried (8022-401) und Blitzenreuter Seenplatte mit Altshauser Weiher (8123-441).